# Peter Bence
Peter Bence (Debrecen, Hungría, 5 de septiembre de 1991) es un pianista húngaro, muy popular gracias a sus arreglos pianísticos sobre temas de Michael Jackson, Queen o Sia, o de la banda sonora de algunas películas, como la de John Williams para La Guerra de las Galaxias.

## Carrera artística
Estudió en el Berklee College of Music de Boston, Estados Unidos, de 2010 a 2015. Entre enero de 2012 y marzo de 2017, ha ostentado el récord mundial de mayor número de pulsaciones de notas pianísticas en un minuto, llegando a alcanzar las 765 notas, según el Libro Guinness de los récords.